# Linje E
| Station on track |

| Unknown BSicon "tSTRa" |

| Unknown BSicon "tBHF" |

| Unknown BSicon "tBHF" |

| Unknown BSicon "tBHF" |

| Unknown BSicon "tBHF" |

| Unknown BSicon "tSTRe" |

| Station on track |

| Station on track |

| Unknown BSicon "tSTRa" |

| Unknown BSicon "tBHF" |

| Unknown BSicon "tBHF" |

| Unknown BSicon "tBHF" |

| Unknown BSicon "tBHF" |

| Unknown BSicon "tSTRe" |

| Station on track |

Paris RER-linje E är en av fem pendeltågslinjer som ingår i RER-systemet i Paris i Frankrike.
Linjen går från den västra slutstationen Nanterre–La Folie via centrala Paris och Haussmann - Saint-Lazare till de östra slutstationerna i Chelles - Gournay och Tournan-en-Brie. Linje E invigdes  1999 och är sammanlagt 60 km lång och har 25 stationer. Linjen trafikeras dagligen med ca 372 000 passagerare.
Linjen går under jord i en lång 10 km lång tunnel från La Défense station och under centrala Paris med underjordiska stationerna Neuilly–Porte Maillot, Haussmann - Saint-Lazare samt Magenta station. 

## Galleri

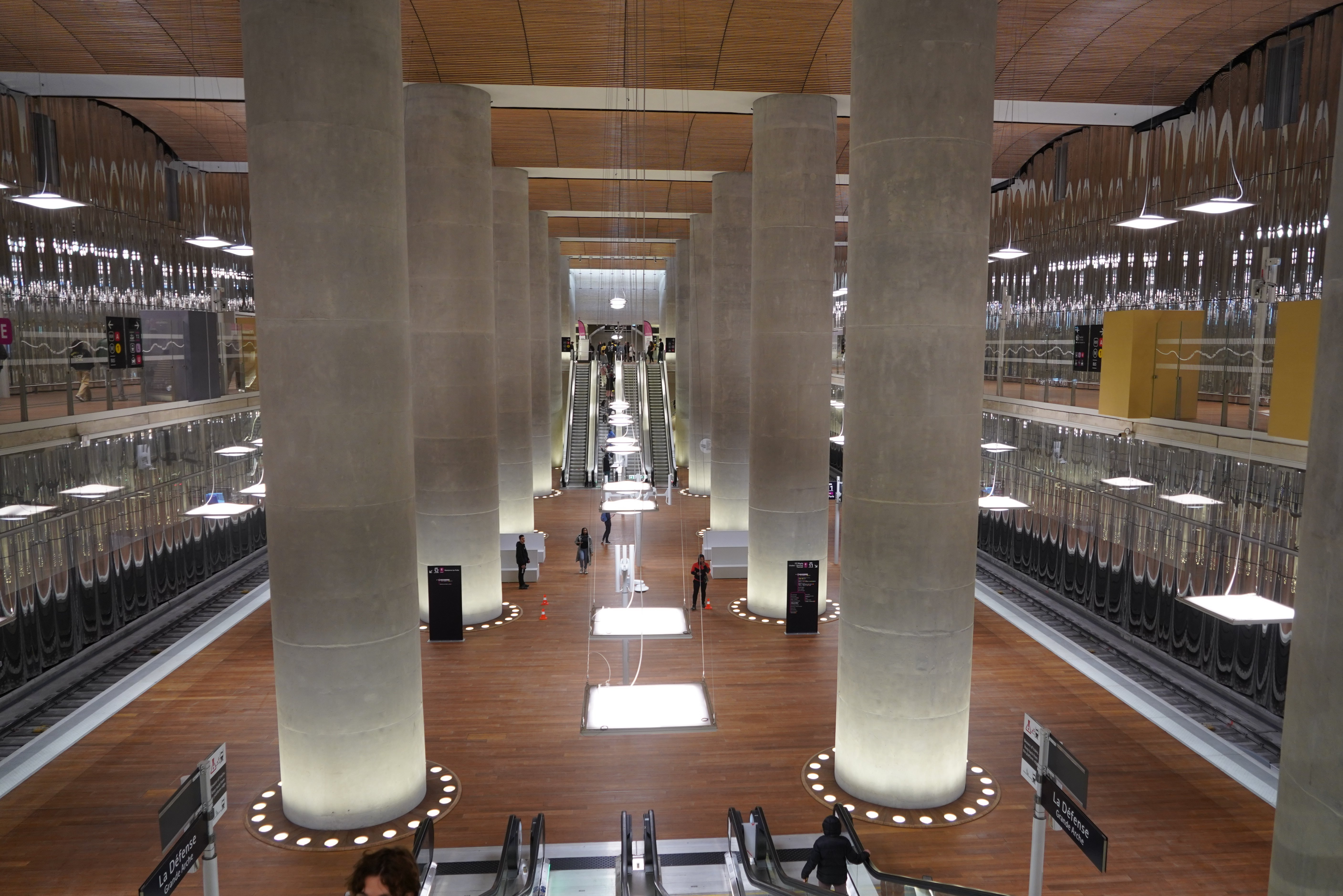
La Défense
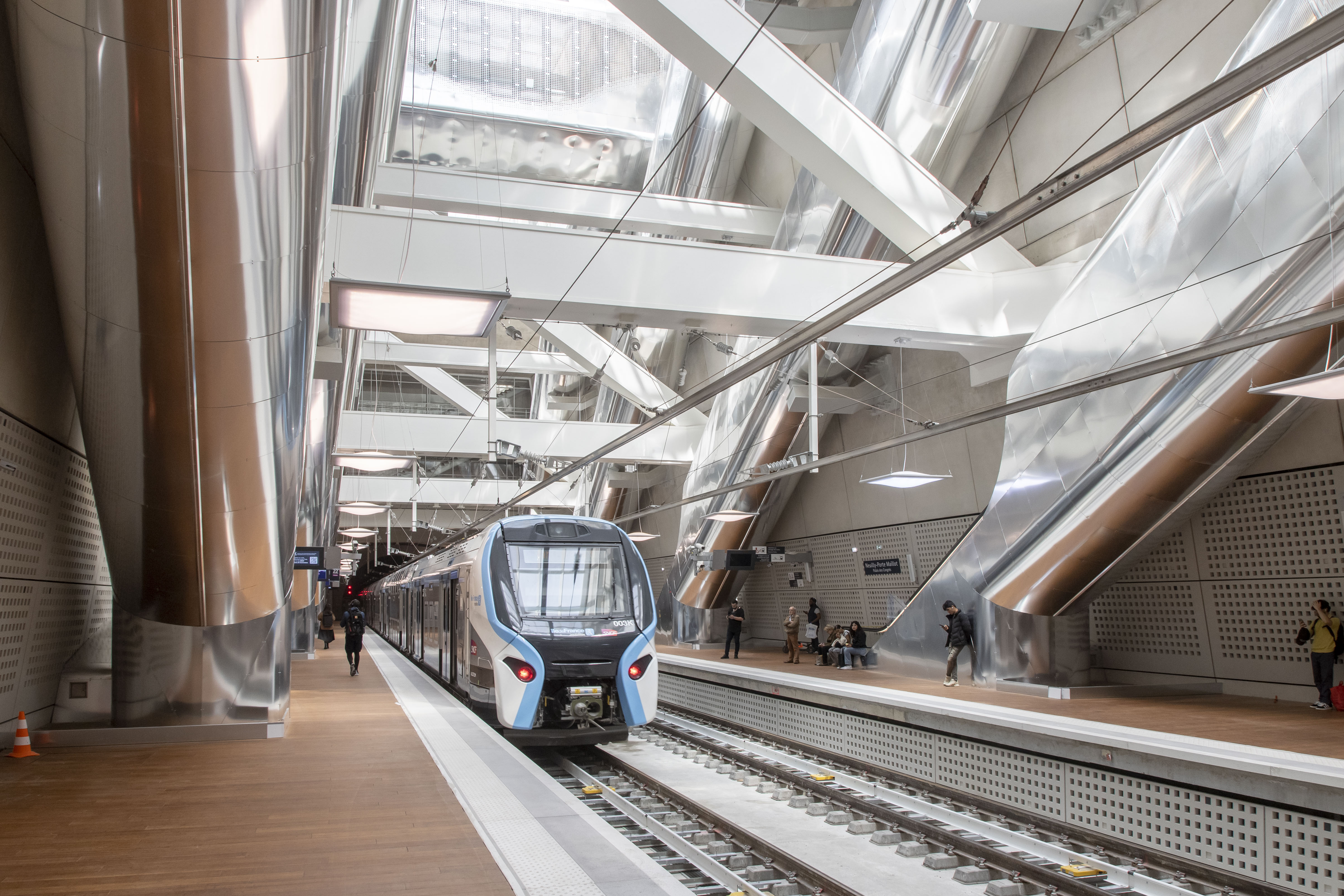
Neuilly–Porte Maillot
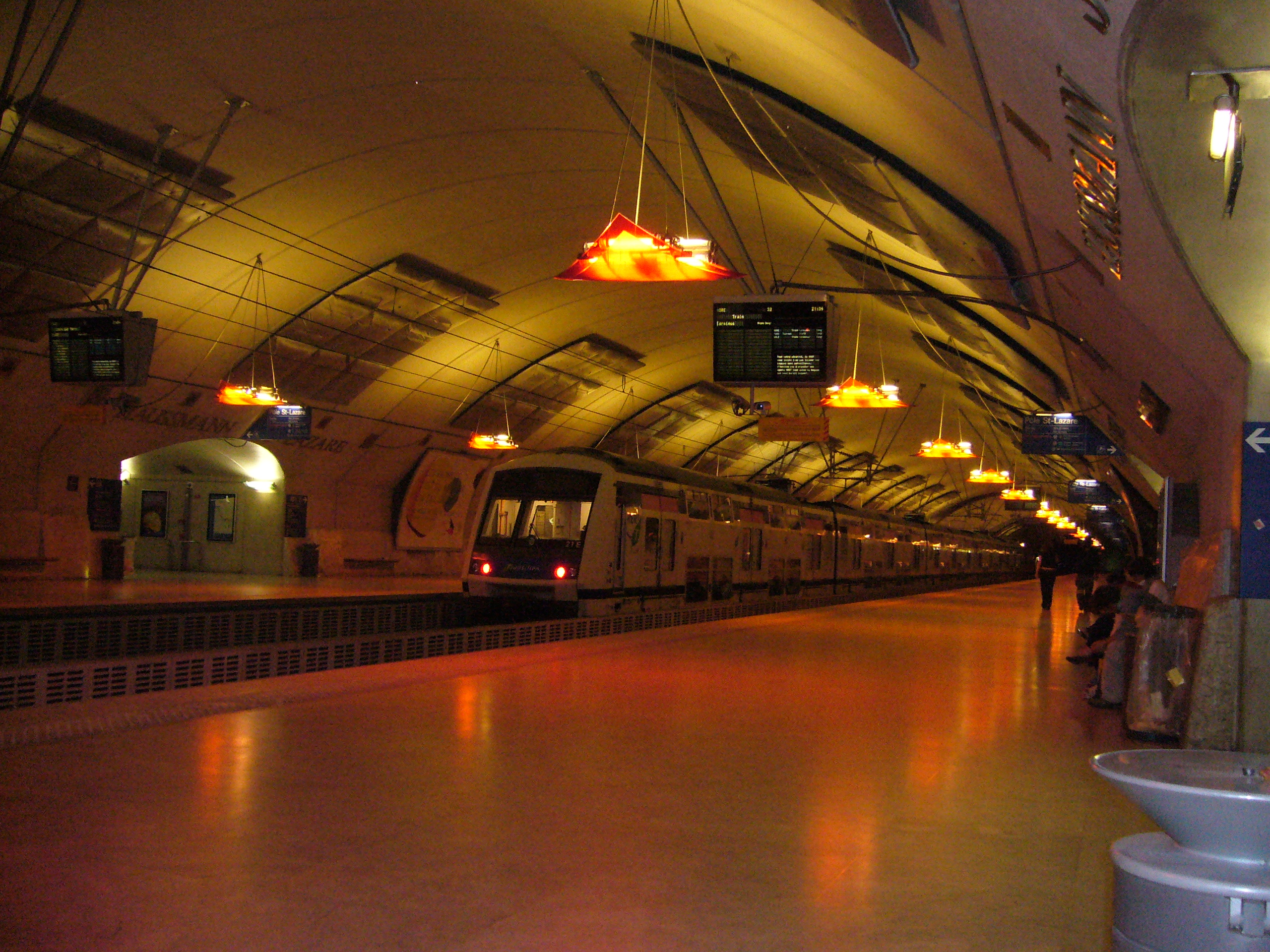
Haussmann - Saint-Lazare
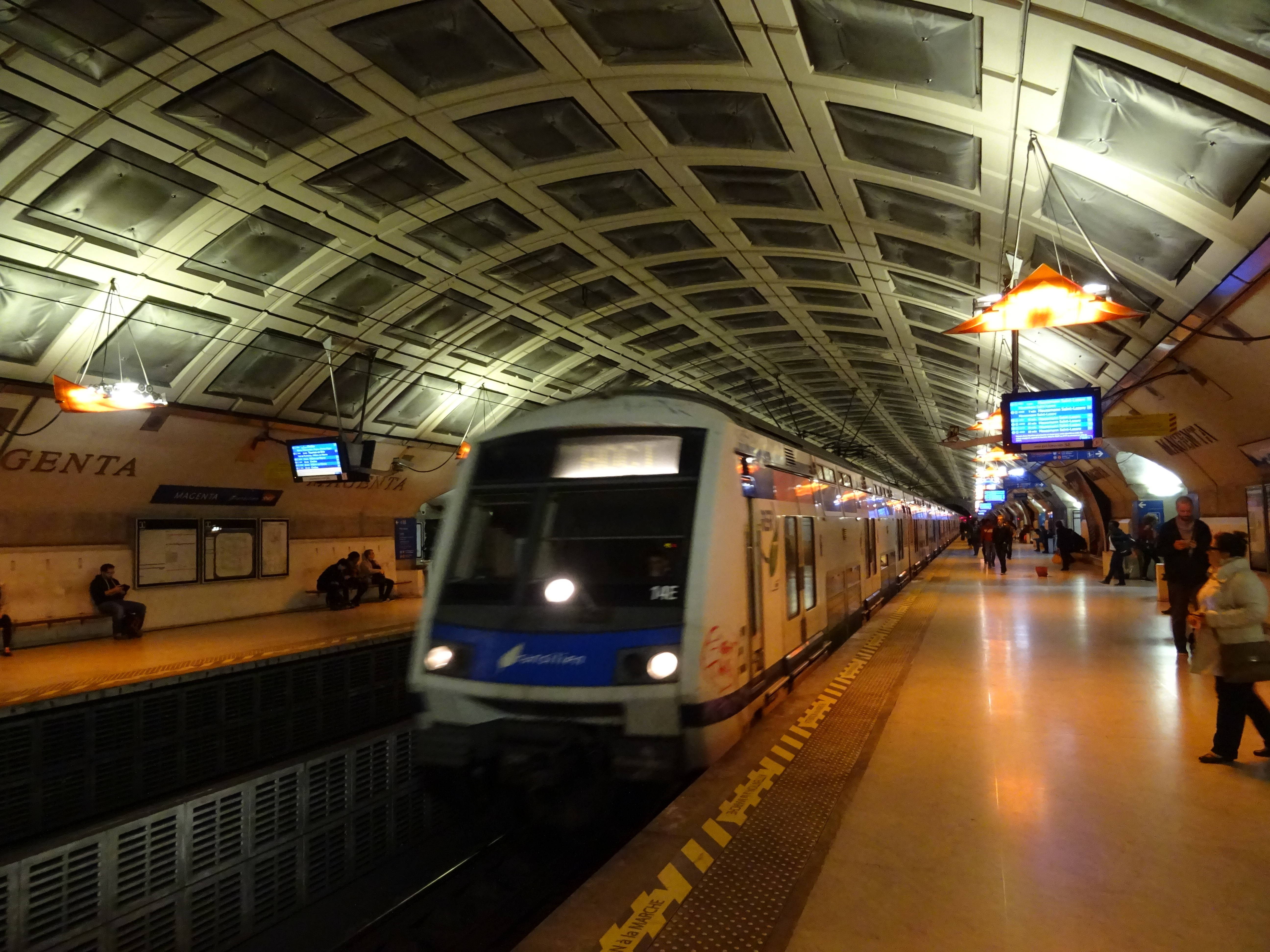
Magenta